# Motojirō Akashi
Motojirō Akashi (jap. 明石 元二郎 Akashi Motojirō; ur. 1 września 1864 w Fukuoce, zm. 26 października 1919 tamże) – generał Cesarskiej Armii Japońskiej, siódmy gubernator generalny Tajwanu, baron.

## Życiorys
Urodził się w samurajskim rodzie Fukuoka. Ukończył Akademię Wojskową i Akademię Sztabu Generalnego, a następnie, w 1894, pojechał na studia do Niemiec. W 1895 brał udział w I wojnie chińsko-japońskiej; jako oficer sztabowy Gwardii Cesarskiej uczestniczył w operacjach na Tajwanie.
W 1900 został wysłany do Europy jako attaché wojskowy do poruczeń specjalnych. Jego głównym zadaniem było nawiązanie kontaktów z rewolucjonistami rosyjskimi we Francji, Szwecji, Niemczech i Szwajcarii. Prowadził także działalność szpiegowską. Zbierał informacje wywiadowcze o rosyjskich siłach zbrojnych. Akashi utrzymywał też poufne kontakty z polskimi organizacjami niepodległościowymi. W marcu 1904 odwiedził w Krakowie Romana Dmowskiego.
Dzięki tajnemu Stowarzyszeniu Czarnego Smoka został wysłany do Rosji jako attaché wojskowy, cieszył się już wówczas opinią renomowanego doradcy wojskowego i jednego z najwybitniejszych ekspertów z dziedziny taktyki. Znał słynnego szpiega Sidneya Reilly’ego, którego nakłonił do działań wywiadowczych dla Japończyków. Jego poezje zjednywały mu dużą popularność w kręgach europejskich.
Po zajęciu przez Japonię Korei, został tam szefem sztabu armii japońskiej i komendantem żandarmerii wojskowej. W 1918 mianowany gubernatorem Tajwanu i dowódcą tamtejszych sił wojskowych.
Zmarł podczas wizyty w rodzinnym mieście, jedyny gubernator Tajwanu, który zmarł podczas pełnienia funkcji.

## Listy do Polaków
- Listy Motojirō Akashi do Józefa Piłsudskiego

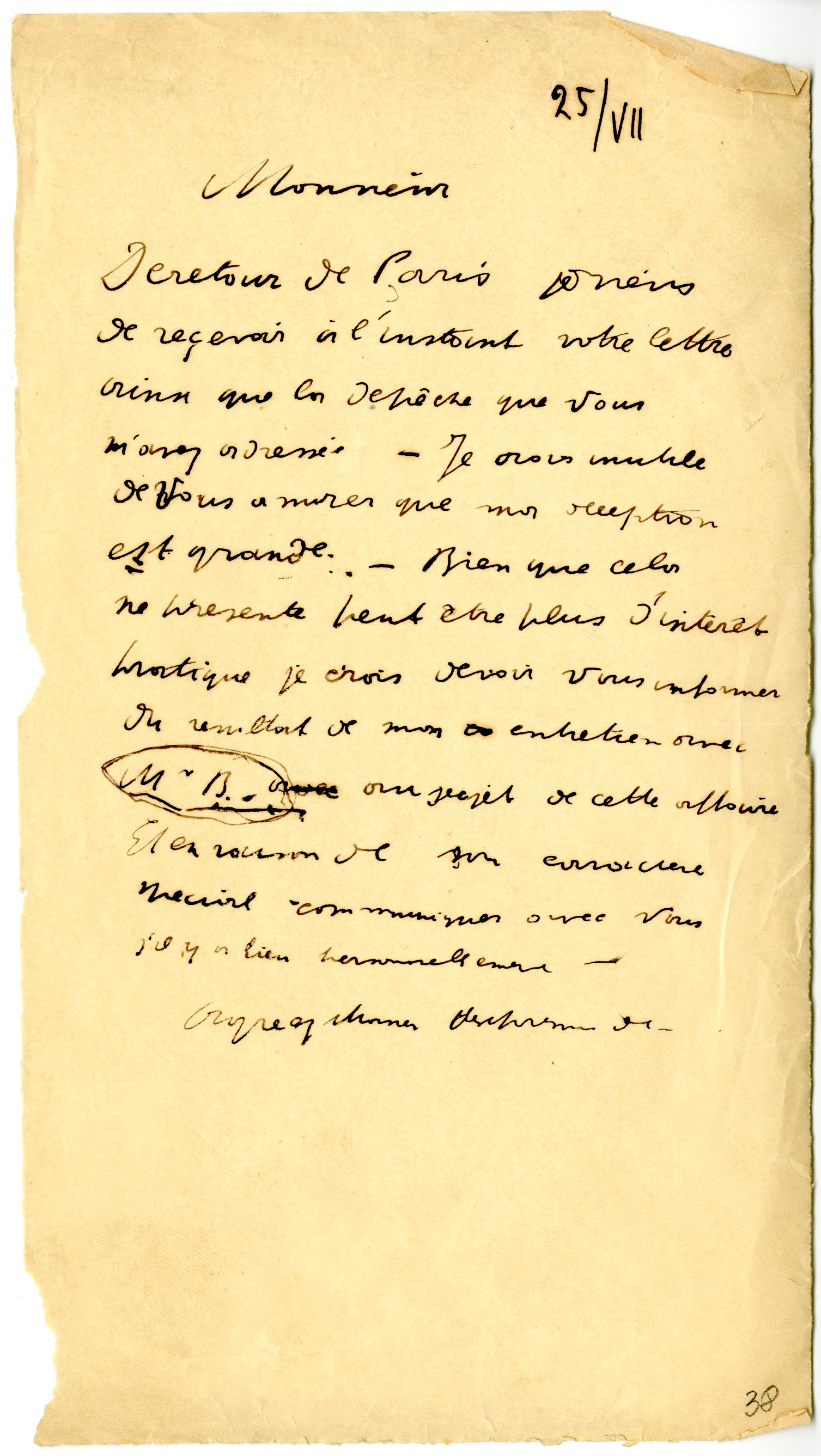
List posła Motojirō Akashi do Witolda Jodko-Narkiewicza